# Dehtové písky Orinoco

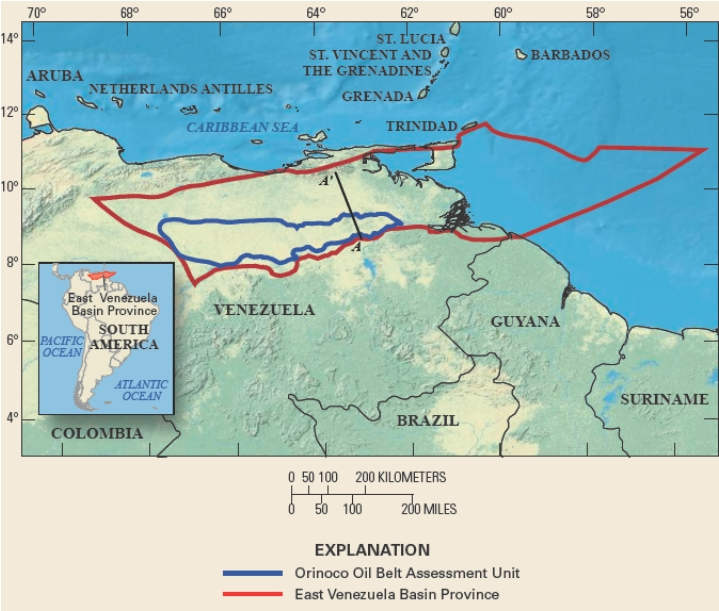
Mapa Orinoco

Břidličné písky Orinoco (též Ropné písky Orinoco, Orinoco Tar Sands, Orinoco Oil Sands) jsou ložiska nekonvenční ropy ve formě ropné břidlice v oblasti řeky Orinoko ve státě Venezuela, která pramení na venezuelsko-brazilské hranici a ústí do Atlantského oceánu v zálivu Paria. Ložiska se nacházejí zhruba v polovině vzdálenosti mezi městy El Tigre na severozápadě a Ciudad Bolívar na jihovýchodě. Orinocké břidlicové písky se považují za jedno ze dvou největších ložisek nekonvenční ropy (druhé, Athabaské břidličné písky, se nacházejí v Kanadě).
Jejich kapacita ve formě nekonvenční ropy se podle organizace OOIP odhaduje na 1,7-1,8×1012 barelů. Toto množství odpovídá asi 2/3 světových ropných rezerv ve formě ropných břidlic.
Podle expertů je dobývání ropy z Orinockých břidličných písků ekonomicky schůdnější, a to za cenu přibližně 16 amerických dolarů za barel vytěžené ropy, tedy s relativně dobrým ERoEI.